# Jóhannes av Skarði
Jóhannes av Skarði (født 7. april 1911 i Torshavn, død 24. januar 1999), var en færøsk lingvist og faglitterær forfatter.
Jóhannes var søn af folkeoplyserne og højskolepionererne Símun av Skarði og Sanna Jacobsen og bror til feministen og journalisten Sigrið av Skarði. Den 18 juni 1945 giftede han sig med Paulina Berg. Sammen fik de børnene Símun (1945), Hans Jákup (1946), Sanna (1949) og Aleksandra (1955).[kilde mangler]
av Skarði er mest kendt for udgivelsen af den dansk-færøske ordbog (1967)
samt den engelsk-færøske (1984), for hvilken han fik Færøernes litteraturpris samme år.